# Parafia Dziesięciu Tysięcy Rycerzy Męczenników w Trzebieszowie
Parafia Dziesięciu Tysięcy Rycerzy Męczenników w Trzebieszowie – parafia rzymskokatolicka w Trzebieszowie.
Kościół istniał już w 1418 r., uposażony przez króla Władysława Jagiełłę w 1430 r. Następny kościół był fundacji Adama Szaniawskiego, kasztelana lubelskiego z 1724 r. Uległ on pożarowi od pioruna w 1855 r. Obecny kościół parafialny murowany, wybudowany w 1863 r., staraniem ks. Alojzego Radzikowskiego, konsekrowany w 1901 r. przez Franciszka Jaczewskiego, biskupa lubelskiego.
Kościół jest zbudowany w stylu eklektycznym z cechami neoklasycyzmu, a wystrój wnętrza jest barokowy. Do parafii należy również cmentarz grzebalny, oddalony o 1,5 km.
Księgi metrykalne są prowadzone od 1585 r. Kościół był wizytowany w 1993 r. przez biskupa seniora diecezji siedleckiej Wacława Skomuruchę

## Zasięg parafii
Do parafii należą wierni z miejscowości: Trzebieszów, I, II, III, IV, Dębowierzchy, 
Gołowierzchy, Jakusze, Karwów, Kurów, Leszczanka, Popławy-Rogale, Wierzejki i Wylany.